# Séverine Sigrist
Séverine Sigrist (Tours, Francia, 16 de junio de 1973) es una bióloga celular y neurocientífica francesa cuyos principales ejes de investigación se centran en el tratamiento de la diabetes . Su hito profesional es la creación de un páncreas bioartificial.

## Formación
En 1993 se licenció en bioquímica en la Universidad François Rabelais de Tours. De 1993 a 1996 realizó un máster en farmacia y biotecnología en la Universidad de Estrasburgo. Finalmente, de 1996 a 1999 llevó a cabo el doctorado sobre biología celular y neurociencia en la misma universidad donde realizó el máster.

## Carrera científica
Empieza su carrera científica en el Centre Européen d'Étude du Diabète (CEED) en el año 2000 como responsable de una investigación sobre el trasplante de islotes de Langerhans del páncreas para pacientes con diabetes tipo 1. En 2005, la nombran jefe del laboratorio e inicia nuevas investigaciones por la prevención y el tratamiento de esta enfermedad. Se encarga de realizar un seguimiento de los proyectos de investigación, centrándose en la búsqueda de colaboradores, en la edición y en la publicación de artículos en revistas internacionales. Al mismo tiempo, también se dedica a la docencia universitaria.
En 2014, Séverine se convierte en presidenta de Biovalley France. Se trata una agrupación dedicada a promover la innovación y la competitividad en las empresas dedicadas a la salud.
Actualmente, Séverine es autora de más de 50 publicaciones científicas y también dispone de varias patentes.

## Trayectoria profesional
Es la fundadora y presidenta de la empresa Defymed dedicada a la investigación, el desarrollo y la explotación de dispositivos médicos que pueden contener células secretoras de moléculas biológicas. 
Los dispositivos médicos desarrollados por Defymed se encuentran actualmente en fase de pruebas preclínicas avanzadas.

### Páncreas bioartificial (BAP)
Se trata de un dispositivo médico que encapsula células secretoras de insulina para el tratamiento de la diabetes tipo 1.

Este dispositivo consiste en una bolsa plana circular compuesta por unas membranas biocompatibles, pero no biodegradables que permiten el paso de glucosa e insulina a través de ellas. No permiten el paso de otras moléculas como las moléculas del sistema inmunitario, por tanto, estas membranas presentan una permeabilidad selectiva. Que las membranas sean inmunoprotectoras (no dejan pasar anticuerpos) evita la necesidad de administrar inmunosupresores a pacientes de terapia celular.

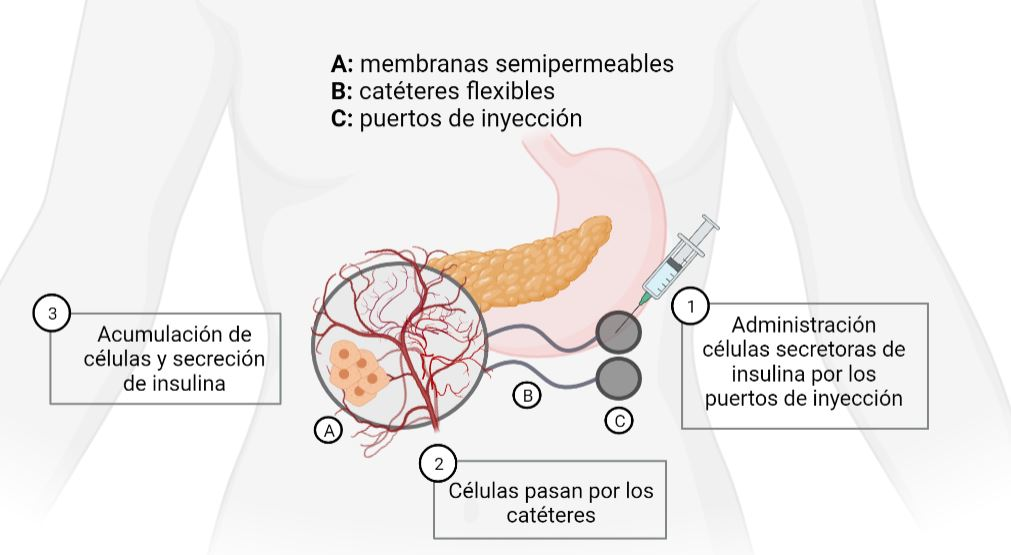
Esquema de las partes y el funcionamiento del páncreas bioartificial

El dispositivo está formado por unos puertos de inyección subcutáneos que conforman un sistema de entrada y salida. Estos puertos están unidos a unos catéteres flexibles que conectan con la bolsa plana de membranas semipermeables. A través de los puertos de inyección se pueden administrar las células secretoras de insulina que por los catéteres flexibles llegarán a la bolsa de membranas semipermeables.
La instalación de este dispositivo consiste en implantarlo vacío para permitir la vascularización a su alrededor y su cicatrización, evitando así la hipoxia celular en el momento de la inyección. Es decir, interesa tener vasos sanguíneos envolviendo el dispositivo para que estos puedan proporcionar oxígeno a las células que habrá en el interior. Una vez vascularizado, el sistema de entrada/salida permite una fácil inserción y posterior sustitución de las células sin tener que recuperar todo el dispositivo, prolongando su vida útil y evitando las cirugías repetidas.
Por tanto, este dispositivo proporciona un acceso ilimitado de células secretoras de insulina por la posibilidad de sustitución de las células y la posibilidad de inyectar células madre. De esta forma, se evita la dependencia a las donaciones humanas.
Además, este dispositivo puede utilizarse para otros fines como, por ejemplo, para el tratamiento de la hemofilia A. En lugar de encapsular células secretoras de insulina se pueden encapsular células secretoras del factor VIII de coagulación. Así pues, este dispositivo médico pasaría de ser un páncreas bioartificial a ser un órgano bioartificial con múltiples funciones adaptable a diferentes patologías.

### Dispositivo de administración de insulina
Se trata de un dispositivo médico por la administración fisiológica de insulina. La idea es que este aparato administre insulina de forma instantánea con una inyección intraperitoneal subcutánea. Está compuesto, al igual que el páncreas bioartificial, por una membrana biocompatible pero no biodegradable con permeabilidad selectiva únicamente por la insulina.
Este dispositivo podría ser adaptable a más patologías y tratamientos puesto que, aparte de insulina, podría inyectar fármacos u otras moléculas.
En enero de 2022, Defymed recibe la aprobación para empezar con el ensayo en fases clínicas. La primera fase clínica tiene como objetivo validar el beneficio de la administración de insulina fisiológica en pacientes diabéticos además de evaluar los riesgos, seguridad y tolerancia a este nuevo dispositivo. Se prevé que esta primera fase tenga una duración de unos 18 meses. Concretamente, este estudio está pensado para pacientes con diabetes de tipo 1 que no responden correctamente a la administración subcutánea de insulina y que sufren grandes variaciones en los niveles de glucosa en sangre.

## Investigaciones científicas
A pesar de todas las investigaciones, todavía hoy en día no se conocen las causas exactas de la diabetes de tipo 1. Sin embargo, Séverine plantea 3 factores: el factor genético, la autoinmunidad y factores ambientales como la alimentación y el estrés. Respecto al factor de la alimentación, afirma que actualmente es un problema a escala de cantidad y calidad. Mucha de la fruta y verdura actual contiene menos antioxidantes que la de antes, provocando que las células beta del páncreas (secretoras de insulina) se vean más afectadas en el estrés oxidativo. A esto, deberíamos añadirle el uso de pesticidas en los alimentos.
Por consecuencia, muchas de las investigaciones de Séverine se centran en los antioxidantes.

### Efecto protector de los antioxidantes sobre la diabetes
La diabetes aumenta el riesgo de sufrir complicaciones microvasculares (ej. nefropatía diabética) y macrovasculares (ej. miocardiopatía diabética). Un flujo sanguíneo reducido también puede provocar neuropatías y retinopatías. La inflamación es también un importante proceso en el desarrollo de complicaciones en esta enfermedad porque la hiperglucemia aumenta los niveles de proteínas proinflamatorias provocando una inflamación local y sistémica.
Un estilo de vida sedentario, con una alimentación excesiva y con alimentos procesados y azucarados aumenta el riesgo de sufrir diabetes, así como otros factores como el tabaquismo, el alcoholismo y los rayos UV que aumentan los radicales oxidantes provocando un aumento en las complicaciones cardiovasculares.
Se demostró que la dieta mediterránea (rica en frutas, verduras, cereales, aceite de oliva y vino) aumenta la capacidad antioxidante, disminuye la inflamación y mejora la sensibilidad a la insulina, entre otros. Así, la dieta mediterránea reduce la incidencia de diabetes de tipo 2 y de retinopatía diabética. Además, la mayoría de estudios hablan de los beneficios de los productos naturales ricos en antioxidantes que protegen a los vasos sanguíneos contra el estrés oxidativo, la pérdida de homeostasis vascular y las complicaciones diabéticas. Por tanto, los estudios demuestran la capacidad de los antioxidantes para prevenir o contrarrestar la producción excesiva de ROS, importante porque los niveles de ROS son los principales determinantes de la sensibilidad de la insulina alterada.

### Seguridad y función del nuevo páncreas bioartificial prevascularitzat en ratas alogénicas
Antes del páncreas bioartificial de Defymed, existían varios dispositivos de encapsulación de células de otras empresas, pero ninguno de ellos llegó al mercado por problemas durante el estudio que les hacían inviables. Así, Séverine y su equipo trabajaron para poder conseguir un dispositivo viable que tuviera membranas biocompatibles con una alta permeabilidad a la glucosa, a la insulina, al oxígeno y a los nutrientes, con un rechazo a las IgG.
Además, a diferencia de los otros dispositivos existentes en el momento, este aparato se implanta vacío para permitir la vascularización en torno al dispositivo y evitar la hipoxia celular. Después de 6 semanas se inyectan las células secretoras de insulina por los puertos de inyección.
Séverine y su equipo realizan estudios in vitro e in vivo sobre el diseño y permeabilidad del dispositivo, la biointegración, la función en ratas diabéticas y la inmunización. Llegan a demostrar que su dispositivo es funcional en condiciones comparables a futuros ensayos clínicos demostrando la seguridad y la biocompatibilidad del mismo.

## Premios y reconocimientos
En 2014, recibió el Premio Irène-Joliot-Curie en la categoría "Trayectoria mujer emprendedora" por el conjunto de su actividad investigadora en el Centre européen d’étude du diabète (CEED) con sede en Estrasburgo (Francia).
| Año  | Premio                                                           | Categoría                         | Resultado |
| ---- | ---------------------------------------------------------------- | --------------------------------- | --------- |
| 2010 | Concurso nacional de ayuda a la creación de empresas innovadoras | Emergencia                        | Ganadora  |
| 2011 | Concurso nacional de ayuda a la creación de empresas innovadoras | Creación y desarrollo             | Ganadora  |
| 2012 | Women’s Gold Award                                               | Mujer de oro de la innovación     | Ganadora  |
| 2013 | Dama de la legión de honor                                       |                                   | Ganadora  |
| 2014 | Premio Irène-Joliot-Curie                                        | Trayectoria de mujer emprendedora | Ganadora  |
| 2018 | Woman innovator in EU                                            |                                   | Finalista |